# 金铁锁属
金铁锁属（学名：Psammosilene）是石竹科下的一个属，为草本植物。该属仅有金铁锁（Psammosilene tunicoides）一种，分布于中国西南部。

## 下属物种
本属包括以下物种：
- 金铁锁 Psammosilene tunicoides W.C.Wu & C.Y.Wu[3]